# رودو نشامبا
رودو نشامبا (انگلیسی: Rudo Neshamba؛ زادهٔ ۱۰ فوریهٔ ۱۹۹۲) یک بازیکن مهاجم فوتبال اهل زیمبابوه است که در باشگاه ویرِمز و تیم ملی فوتبال بانوان زیمبابوه مشغول بازی است. وی بازی فوتبال را از دبستان ابتدایی و سپس پیوستن به این‌لاین آکادمی آغاز کرد.
وی به همراه تیم ملی فوتبال بانوان زیمبابوه و به نمایندگی از این کشور در رقابت‌های فوتبال بانوان در بازی‌های المپیک تابستانی ۲۰۱۶ برزیل حضور داشت.